# Tânia Mara Franco de Souza
Tânia Mara Franco de Souza (Ponta Grossa, 27 de Maio de 1944) é uma miss brasileira famosa nos anos 60 por ter sido indicada Miss Brasil Internacional após ter ficado em segundo lugar no concurso Miss Brasil 1963. Tânia é a primeira e única - até então - "Miss Guarapuava" a conquistar o título estadual de Miss Paraná.

## Concursos

### Rainha do Mate do Brasil
Aos dezessete anos Tânia se tornou "Rainha do Mate do Brasil" ao desbancar outras dezenas de candidatas oriundas do Paraná, Santa Catarina e Rio Grande do Sul durante o IV Festival do Mate.

### Miss Guarapuava
Paranaense de Ponta Grossa, Tânia disputou o título municipal na cidade em que morava, o de "Miss Guarapuava", promovido na época por Wilde Martini. Foi a primeira candidata eleita para a disputa estadual, tendo sido coroada pelo então prefeito Eloi Pimentel no dia 2 de Fevereiro de 1963, um sábado, no Clube Recreativo de Guarapuava, com as seguintes medidas: 18 anos de idade, 1.70m de altura, 91 de busto e quadris, 60 de cintura e 56 de coxas.
Em entrevista ao Diário do Paraná do dia 9 de Fevereiro de 1963, o prefeito declarou:
| “ | Eu gostaria de dizer alguma coisa mais, mas nossa Miss é uma enciclopédia de beleza e simpatia, sufocando qualquer discurso. É com ela que nós vamos a Curitiba buscar o título de Miss Paraná. | ” |

Após sua vitória, Tânia foi recebido na prefeitura da cidade, e foi convidada de honra do prefeito durante o "I Baile Municipal" promovido em Guarapuava.

### Miss Paraná
Alta, loira, culta e com a faixa municipal, Tânia chegou à capital como favorita ao título. O evento que escolhia a mais bela paranaense de 1963 ocorreu no "Clube Concórdia", em Curitiba com a presença de dezessete (17) jovens oriundas dos mais diversos municípios do Estado no dia 25 de Maio de 1963. Com embalo das músicas do cantor Carlos José e dos aplausos de mais de três (3) mil pessoas presentes no clube, Tânia confirmou seu favoritismo e levou a coroa para o seu município pela primeira vez, tendo sido coroada por sua antecessora, Ana Maria Gonçalves.
Eleita por unanimidade entre os sete jurados (entre eles a atriz Nicete Bruno), Tânia deixou na segunda colocação a candidata do município de Lapa, Nancy Stocco e a Miss Imbituva Elizabeth Groszewicz na terceira posição. Em sua volta à sua cidade, Tânia foi ovacionada pela população local, foi acompanhada em festejo público com mais de cem carros ao seu redor e desfilou em carro aberto pelo município até a prefeitura.

### Miss Brasil
Em sua décima edição, o tradicional concurso de beleza de Miss Brasil 1963 foi promovido pelos Diários Associados no dia 22 de Junho daquele ano no Maracanãzinho, Rio de Janeiro. O certame teve a participação de vinte e quatro (24) candidatas de todos os Estados do País competindo pelo título que pertencia à baiana Maria Olívia Rebouças Cavalcanti, eleita no ano anterior. Sob apresentação de Paulo Porto e transmissão nacional pela TV Tupi, a paranaense Tânia Mara por pouco não venceu a competição, já que empatou com sua colega de quarto, a candidata do Rio Grande do Sul, Iêda Maria Vargas, que seria a vitoriosa da noite após outra reunião decisiva realizada pelo corpo de jurados.
Vale salientar que Tânia, favorita ao título, terminou na segunda posição e perdeu o título nacional para a futura Miss Universo 1963. Além da segunda colocação, a paranaense foi eleita pelos fotógrafos que cobriam a competição como a "Miss Fotogenia". Como prêmios pelo segundo lugar, recebeu: um automóvel Renault Dauphine, uma geladeira Gelomatic, um rádio Telespark, U$100 dólares oferecidos pela Petrobras, U$500 dólares oferecidos pelos Diários Associados, enxoval completo da "Imperial Modas", um conjunto de malas, entre outros. Após sua vitória, Tânia recebeu votos de congratulações na Assembleia Legislativa do Paraná e o governador do Estado do Paraná, Ney Braga assim manifestou-se:
| “ | Tânia Mara teve oportunidade, horas antes de sua viagem, de transmitir-me seu firme propósito de trazer para nosso Estado o título de beleza que acaba de conquistar. Não somente o governador, mas todos que tiveram oportunidade de conhecê-la pessoalmente ficaram convictos de que Tânia seria uma das vitoriosas. Ela representou muito bem nosso Estado e isso é mais um motivo de satisfação para as paranaenses, que foram tão bem representadas naquele certame. | ” |

Com a repercussão de sua quase vitória, a primeira-dama do Brasil, Maria Tereza Goulart realizou um baile de gala em Brasília e convidou a paranaense. Após o baile, a Vice-Miss Brasil retornou à Curitiba, onde recebeu um cortejo de carros no aeroporto e seguiu, de carro aberto, até a Praça Osório, onde passou pelas principais avenidas da capital com uma população aproximada em 15 mil pessoas e transmissão simultânea da Rádio Cultura. Em sua "cidade-natal" (já que não é nascida em Guarapuava) foi homenageada pelo principal clube local, Concórdia Club, com um baile em sua homenagem e ao seu feito histórico, além de ter ganho uma jóia do "Jockey Club do Paraná". Vale salientar que Tânia também recebeu homenagens em sua cidade natal, em Ponta Grossa.

### Miss Beleza Internacional
Às vésperas de embarcar para Long Beach, onde se realizaria o concurso internacional, Tânia sofreu um susto ao colidir com outro carro no trecho Alto da Boa Vista, no carro guiado pelo jornalista Luiz Villarinho, estavam sua irmã Jussara e mais uma amiga. As duas sofreram pequenas lesões e logo foram socorridas pelo Pronto Socorro da Barra da Tijuca, a miss nada sofreu.
Quando Tânia chegou em Long Beach, Ieda Maria Vargas já tinha se tornando um mês antes a Miss Universo 1963. Incluindo a brasileira, disputaram o título de Miss Beleza Internacional um total de quarenta e seis (46) candidatas. Realizado no dia 16 de Agosto daquele ano teve como vencedora a islandesa Guðrún Bjarnadóttir, deixando a paranaense Tânia entre as quinze semifinalistas da noite. Após o concurso, foi convidada pelo governador da Califórnia para visitar a cidade de São Francisco, junto à sua mãe (Aurora) e os jornalistas brasileiros que a acompanhavam.
Após seu retorno ao Brasil, Tânia declarou ao Jornal Diário do Paraná:
| “ | Aos meus amigos paranaenses, sinto que tenho o dever - além do desejo - de lhes agradecer mais uma vez por todas as atenções e gentilezas com que fui distinguida desde que me outorgaram o honroso título de Miss Paraná. Não sei se correspondi à confiança em mim depositada, mas posso afirmar meu empenho sincero nesse sentido. Tanto no Rio de Janeiro, como em Long Beach, nunca esqueci que eram muitas e pesadas as minhas atribuições. Felizmente, para cumprí-las, tive amigos sinceros. Em toda a parte e a qualquer momento. A alegria que senti ao desembarcar em Los Angeles, onde um paranaense foi me receber com orquídeas ofertadas pelo Diário do Paraná e pela TV Paraná Canal 6, a emoção do primeiro desfile ao escutar meu nome no meio daquela multidão, minha inclusão entre as 15 finalistas, honra disputada por 46 lindas jovens de todo o mundo, o 6º lugar (quando todos afirmavam que a vitória de Ieda em Miami anulava minha possibilidade), o carinho da imprensa, principalmente a brasileira, e finalmente o maravilhoso passeio de 15 dias pelos EUA a convite do governador da Califórnia, tudo isto é um sonho inesquecível e maravilhoso. | ” |

## Atualmente
Hoje em dia Tânia Mara é artista plástica residindo em Guaratuba, retratando as belezas naturais em suas pinturas.